# Sipalolasma arthrapophysis
Sipalolasma arthrapophysis là một loài nhện trong họ Barychelidae. Loài này phân bố ờ Ấn Độ.